# Машаго-Примо
Машаго-Примо (итал. Masciago Primo) — коммуна в Италии, располагается в провинции Варесе области Ломбардия.
Население составляет 279 человек (2008 г.), плотность населения составляет 279 чел./км². Занимает площадь 1 км². Почтовый индекс — 21030. Телефонный код — 0332.
Покровительницей коммуны почитается святая Агнесса Римская, празднование в первое воскресение сентября.

## Демография
Динамика населения:

## Администрация коммуны
- Официальный сайт: http://www.comune.masciagoprimo.va.it